# Cydistomyia papouina
Cydistomyia papouina är en tvåvingeart som först beskrevs av Walker 1865.  Cydistomyia papouina ingår i släktet Cydistomyia och familjen bromsar. Inga underarter finns listade i Catalogue of Life.